# Karén Jachánov
Karén Abgárovich Jachánov (en ruso: Каре́н Абга́рович Хача́нов, transliterado Khachanov al inglés; Moscú, 21 de mayo de 1996) es un tenista profesional ruso de origen armenio. Su mayor logro fue ganar un Masters 1000, en París 2018 frente al número 1 del mundo Novak Djokovic.
Adicionalmente, en los Juegos Olímpicos de Tokio 2020 llegó a la final en la categoría individual, donde obtuvo la medalla de plata tras perder en sets corridos contra el alemán Alexander Zverev.

## Carrera
Jachánov comenzó a jugar tenis a la edad de tres años en el jardín de infantes cuando sus padres lo pusieron en un grupo de tenis. Su padre Abgar, un armenio, jugó voleibol a un nivel muy alto antes de estudiar medicina, mientras que su madre, Natalia, también estudió medicina.  Él tiene una hermana, Margarita, y un hermano, Georgui.  Sus ídolos al crecer fueron Marat Safin y Roger Federer y sus equipos deportivos favoritos son el Real Madrid y el Miami Heat.  Decidió convertirse en jugador profesional a los 12 años.
Después de que Jachánov cumplieran los 15 años, se mudó a Split, Croacia, donde se entrenó con el exentrenador de Vedran Martić, Goran Ivanišević.  Más tarde, se mudó a Barcelona y fue entrenado por Galo Blanco.
Su superficie favorita es pista dura, donde ganó sus primeros títulos ATP y su primer Masters 1000.

### 2013-2015: Inicios como profesional y debut en Copa Davis

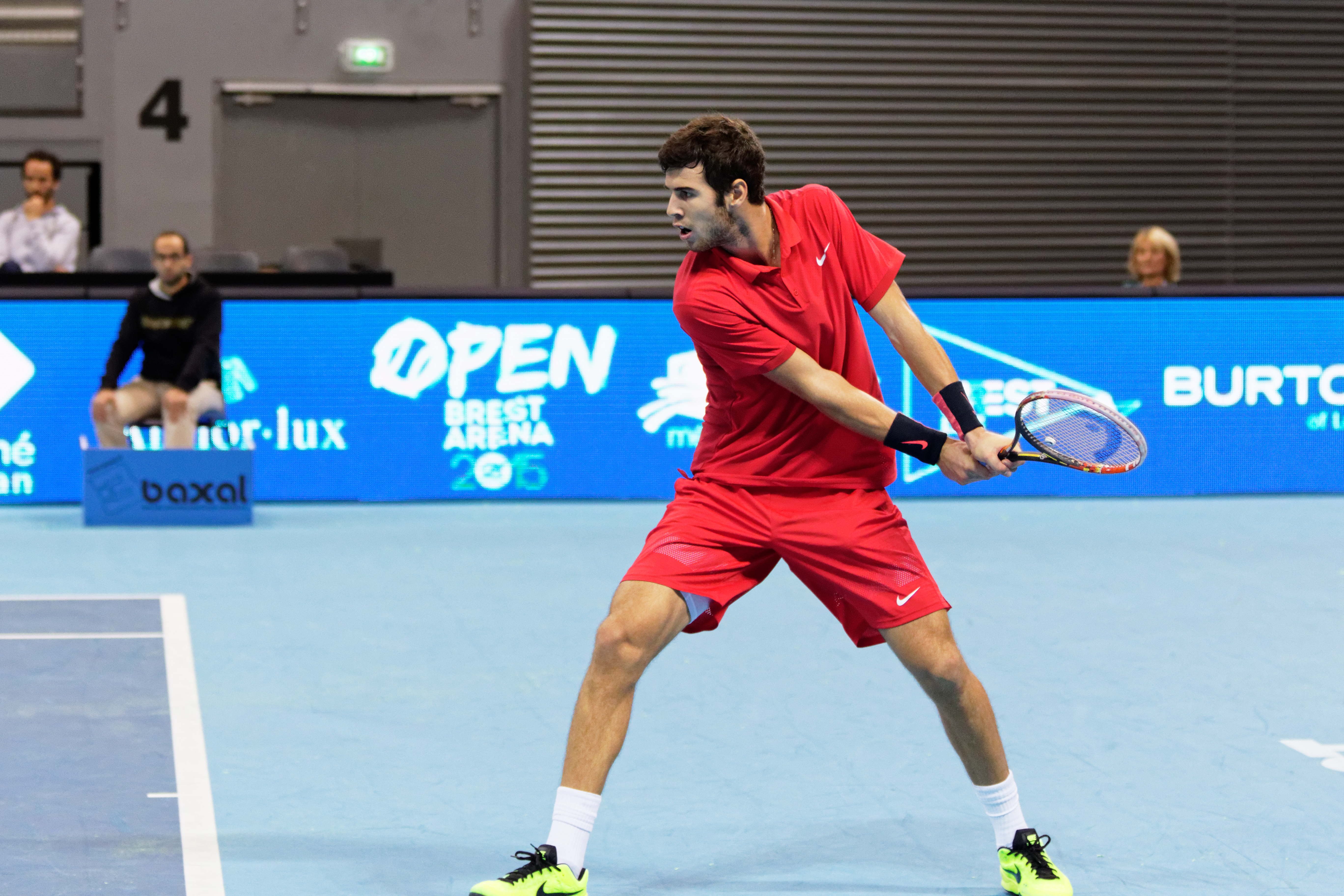
Jachánov durante 2015, considerado como la nueva esperanza del tenis ruso.

Jachánov ganó el título del Campeonato Europeo Sub-18 en julio de 2013 en Suiza.
Debutó en el circuito con 17 años en el Torneo de San Petersburgo tras recibir un wild card para enfrentarse al rumano Victor Hanescu. Le derrotó en doble tie-break. De esa forma sumaba sus primeros veinte puntos como tenista profesional. Después perdió en la segunda ronda contra el 7.º cabeza de serie Lukáš Rosol por doble 6-4 jugando un muy buen partido.
Tras su estreno en San Petersburgo, lo invitaron al cuadro principal del Torneo de Moscú 2013. Allí venció a Albert Ramos en tres sets y luego a Janko Tipsarević por doble 6-4. Yevgueni Káfelnikov dijo que esperaba que Jachánov sea top-20 a finales de 2015. Es decir, con apenas diecienueve años. En los cuartos de final cayó contra el cañonero croata Ivo Karlović por 6-4 y 6-0.
En octubre del mismo, Jachánov debutó por Copa Davis enfrentando a Sudáfrica por la permanencia en la Zona 1 Europea/Africana, lo hizo en el partido inaugural contra Dean O'Brien batiéndolo en sets corridos. En dicho partido se convirtió en el ruso más joven en debutar por Copa Davis con 17 años y 157 días, superando a Mijaíl Yuzhny que ostentaba el récord con 17 años y 224 días de edad cuando hizo su debut en 2000. Finalmente los rusos mantuvieron la categoría ganando por un cómodo 5-0.
Recibió un wild card para disputar el cuadro principal del Masters de Miami 2014, pero perdió en la primera ronda contra Daniel Gimeno-Traver por 7-6(8), 1-6 y 1-6. Junto con Andréi Rubliov ganó la medalla de plata en el dobles de los Juegos Olímpicos de la Juventud Nankín 2014 perdiendo ante los brasileños Orlando Luz y Marcelo Zormann en la final. Ganó sus primeros dos títulos de Futures en Kaohsiung y Mulhouse. También jugó por la primera ronda del Grupo 1 de la Zona Europea/Africana de la Copa Davis 2014 contra Polonia en el Estadio Olimpiski de Moscú sobre canchas duras, en singles jugó contra Jerzy Janowicz cayendo en sets corridos y en el dobles hizo dupla con Konstantín Kravchuk perdiendo contra la dupla polaca Mariusz Fyrstenberg / Marcin Matkowski en cuatro sets.
En septiembre de 2015, Jachánov ganó su primer título ATP Challenger Series en Estambul tras batir a Aleksandr Nedovésov, Daniel Masur, Aslán Karátsev, Yannick Mertens y en la final al máximo favorito Sergui Stajovski en tres mangas por 4-6, 6-4 y 6-3.

### 2016: Primer título ATP

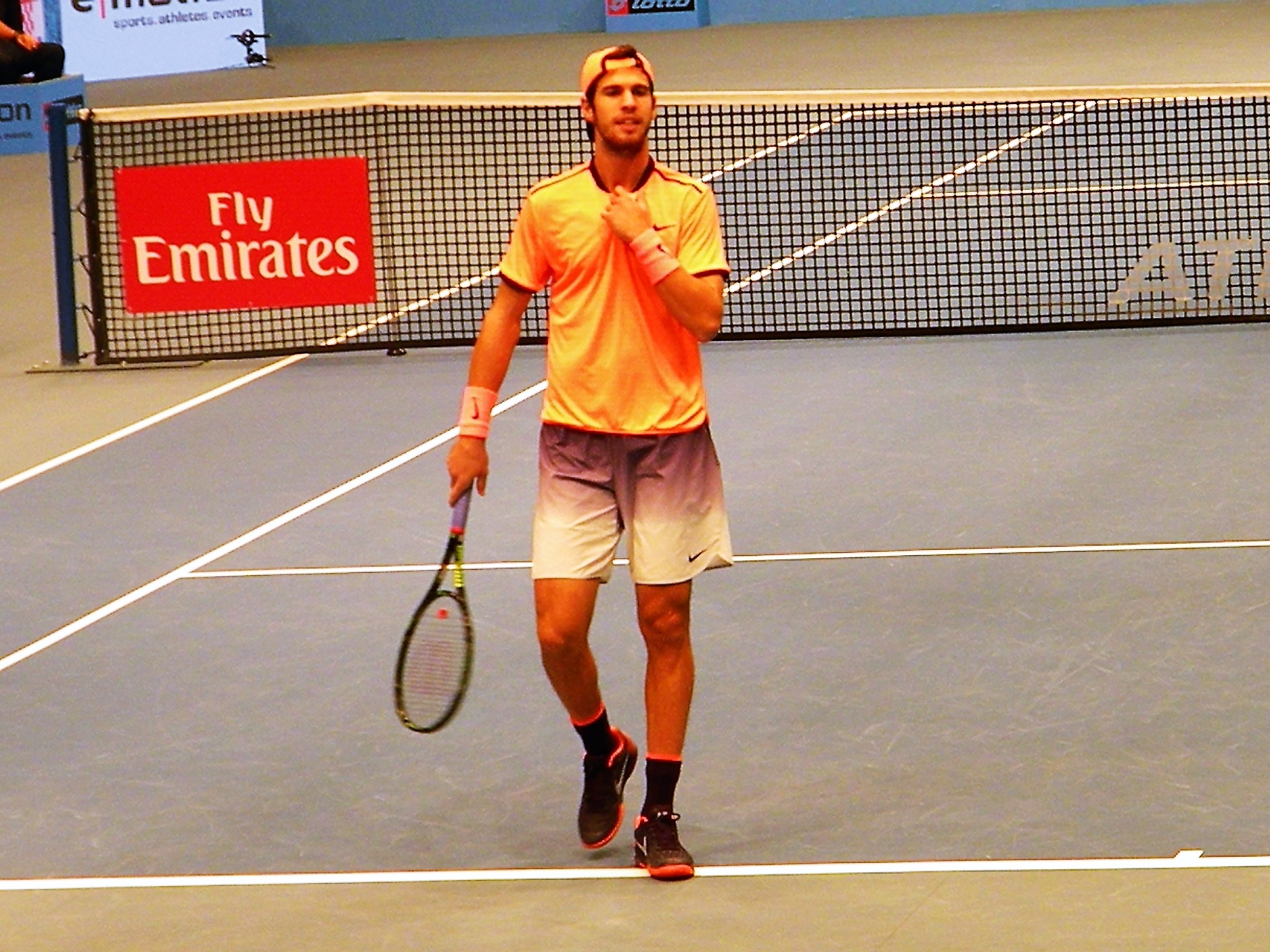
Jachánov en 2016.

Empieza la temporada en el ATP 250 de Chennai, recibiendo un wild card, por lo que entra en el cuadro principal. Perdería con el jugador de Luxemburgo Gilles Müller por 7-6(3), 6-7(4) y 2-6 en primera ronda.
Luego jugaría el Torneo de Barcelona, donde jugó la fase previa y venció al indio Ramkumar Ramanathan y al argentino Marco Trungelliti. Consiguiendo entrar al cuadro principal. En primera ronda juega con el británico Aljaž Bedene y lo vence por parciales de 3-6, 6-3, 7-6(2). En segunda ronda se mide con el español Roberto Bautista Agut y lo derrotó por 6-2, 6-7(4), 6-3 consiguiendo así su primera victoria sobre un top 20 y llegando a sus primeros octavos de final. Perdería en esa ronda contra el ucraniano Aleksandr Dolgopólov por 4-6, 5-7.
Disputaría su próximo torneo en Turquía, concretamente el Torneo de Estambul donde se midió con el británico Aljaž Bedene y al que otra vez le ganaría por 6-4, 6-7(7), 6-4, venciéndolo por segunda vez en el mes. En segunda ronda no podría vencer al español Albert Ramos y pierde por 6-4, 1-6, 0-6.
A principios de julio juega el Torneo de Båstad, pero perdió a las primeras de cambio con su compatriota ruso Yevgueni Donskói por 6-3, 6-7(4), 3-6. Juega en el Torneo de Kitzbühel, donde consigue ganar en primera ronda al italiano Filippo Volandri por 6-2, 6-4 y en segunda ronda, consigue una victoria meritoria contra el talentoso alemán Philipp Kohlschreiber por parciales de doble 6-4. Llega a sus primeros cuartos de final de su carrera, pero pierde con el serbio Dusan Lajović por 3-6, 2-6.
Por primera vez en su carrera consigue meterse en el cuadro principal de un Grand Slam, el US Open, consiguió ganar sus 3 partidos en la fase previa. Venció a Mirza Bašić por 6-4 6-4, a Adrián Menéndez por 6-4 6-3 y al americano Noah Rubin por 6-3, 4-6 y 6-4. Ya en el cuadro principal, vence en primera ronda al italiano Thomas Fabbiano por 6-3, 6-3, 4-6 y 6-3, para perder con un top 10 en la segunda ronda, el japonés Kei Nishikori por 4-6, 6-4, 4-6, 3-6.
En septiembre juega en su país el ATP 250 de San Petersburgo pero pierde en primera ronda contra el joven alemán Alexander Zverev por 6-7(3), 4-6 que luego sería el futuro campeón del torneo.
Jugaría la primera edición del Torneo de Chengdú como 101 del mundo. En primera ronda venció al cabeza de serie número 7 del torneo y 34 del mundo, el portugués João Sousa por 7-6(3) y 6-3. En segunda ronda al francés Adrian Mannarino por 3-6, 6-3, 6-1. En cuartos de final al cabeza de serie número 4 del torneo y 27 del mundo, el español Feliciano López, por 6-3, 6-4. En semifinales, al sexto cabeza de serie y 32 del mundo, el serbio Viktor Troicki, por 6-3, 7-5 para acceder a su primera final y a la vez Jachánov se convirtió en el primer ruso desde Mijaíl Yuzhny que llega a una final desde Valencia 2013 (en la cual venció al español David Ferrer), en la final venció al español y quinto cabeza de serie, Albert Ramos (31 del mundo), por 6-7(4), 7-6(3) y 6-3 en 2 horas y 40 minutos de juego. Sumando así el primer título de su carrera como profesional, y se convirtió en el noveno jugador en 2016 que estrena su palmarés, tercero de la llamada "NextGen" tras Nick Kyrgios y Alexander Zverev.

### 2017: Primera victoria sobre un Top 10 y 4.ª ronda en Grand Slam
El joven jugador ruso no empieza bien la temporada. En los primeros 9 torneos que disputa sobre pista dura cae a las primeras de cambio, destacando solo las segundas rondas en el Abierto de Australia (perdiendo ante Jack Sock) y Masters de Indian Wells (perdiendo ante David Goffin). Pero sin embargo en la gira sobre tierra batida empieza a remontar el vuelo.
En abril disputaría el Masters de Montecarlo y pierde en segundo ronda ante el español Pablo Carreño por doble 4-6, tras haber ganado al francés Nicolas Mahut por 6-2 y 6-4. Disputaría el ATP 500 de Barcelona donde conseguiría llegar a cuartos de final perdiendo contra el argentino Horacio Zeballos por 6-4, 6-1 y venciendo a jugadores de la talla de Thomaz Bellucci (6-3, 6-4), Pablo Cuevas (7-6, 7-6) y David Goffin (6-7, 6-3, 6-4) que se desenvuelven muy bien sobre tierra batida, con este último logró su primer triunfo sobre un Top 10. En el Masters de Madrid pierde contra Florian Mayer por 6-2, 7-6(8). En el ATP 250 de Lyon alcanzó los cuartos de final tras vencer a Renzo Olivo y Jordan Thompson antes de caer contra Jo-Wilfried Tsonga por 0-6, 4-6.
En el segundo Grand Slam de la temporada, en Roland Garros vence en primera ronda al chileno Nicolás Jarry por 6-4, 3-6, 7-6(4) y 6-1 para pasar a segunda ronda. En dicha ronda se enfrenta al 14 del mundo Tomáš Berdych donde lo vence en un partido muy serio por parte del ruso sin ceder ni una sola bola de break y ganarle en sets corridos por 7-5, 6-4 y 6-4. En tercera ronda se midió con el cañonero estadounidense John Isner y 22 del mundo. Jachánov gana al americano por parciales de 7-6(1), 6-3, 6-7(5), 7-6(3) y pasa a 4.ª ronda por primera vez en un Grand Slam donde se enfrentó al escocés Andy Murray y actual número 1 del mundo, pierde en sets corridos por 6-3, 6-4 y 6-4 después de 2h04m de juego.
Inicia la temporada de hierba con el ATP 500 de Halle. Vence en primera ronda al francés Gilles Simon por parciales de 6-2, 6-7(2) y 6-3 para resarcirse de su derrota en el último enfrentamiento y siendo esta su primera victoria sobre césped como profesional. En segunda ronda se mide al japonés Kei Nishikori, el japonés se retira del partido cuando iban 3-2 a favor de Jachánov, con saque para Nishikori para igualar a 3. Con esta victoria el ruso se clasifica para cuartos de final. Se enfrenta a una de las jóvenes promesas de la llamada nueva generación (NextGen), y también a un compatriota ruso Andréi Rubliov. Jachánov gana por parciales de 7-6(8), 4-6 y 6-3 y pasa a las semifinales después de 2 horas 19 minutos de juego. En semifinales se enfrenta contra Roger Federer pero pierde por parciales de 6-4 y 7-6(5). En Wimbledon gana en primera a un compatriota, al ruso Andréi Kuznetsov en 5 sets. En segunda ronda al brasileño Thiago Monteiro en 4 sets para perder en tercera ronda con el español Rafael Nadal en sets corridos.
Jugaría el Torneo de Bastad donde ganaría al letón Ernests Gulbis en tres sets pero perdería en la siguiente fase ante el ucraniano Aleksandr Dolgopolov en cuartos de final. En el ATP 500 de Hamburgo llega a cuartos de final donde perdería con el argentino Federico Delbonis por 7-5, 3-6 y 6-4. En el Masters de Cincinnati alcanzó su mejor rendimiento en Masters 1000 llegando a octavos de final derrotando a Diego Schwartzman y Thomas Fabbiano, pero perdiendo contra Yuichi Sugita por 7-6(0), 3-6, 3-6.
Ya en el último Grand Slam del año: el US Open cayó en primera ronda contra Lu Yen-Hsun en cuatro sets. En los últimos dos Masters 1000 del año perdió en primera ronda tanto en Shanghái como en París. A final de año consigue clasificarse para las Next Generation ATP Finals que tuvo lugar del 7 al 11 de noviembre en Milán que tenía un formato inédito para el tenis, jugando al mejor de 5 sets pero con un máximo de cuatro juegos cada uno, quedó situado en el Grupo B con el croata Borna Ćorić, el estadounidense Jared Donaldson y el ruso Daniil Medvédev. Debuta contra su compatriota Medvédev y cae por parciales de 2-4, 4-3, 4-3 y 4-2. En su segundo encuentro vence a Donaldson en sets corridos y ya en el último partido del Round Robin caería contra Coric en cinco disputados sets quedándose sin conseguir el pase a la siguiente ronda.

### 2018: Primer título de Masters 1000

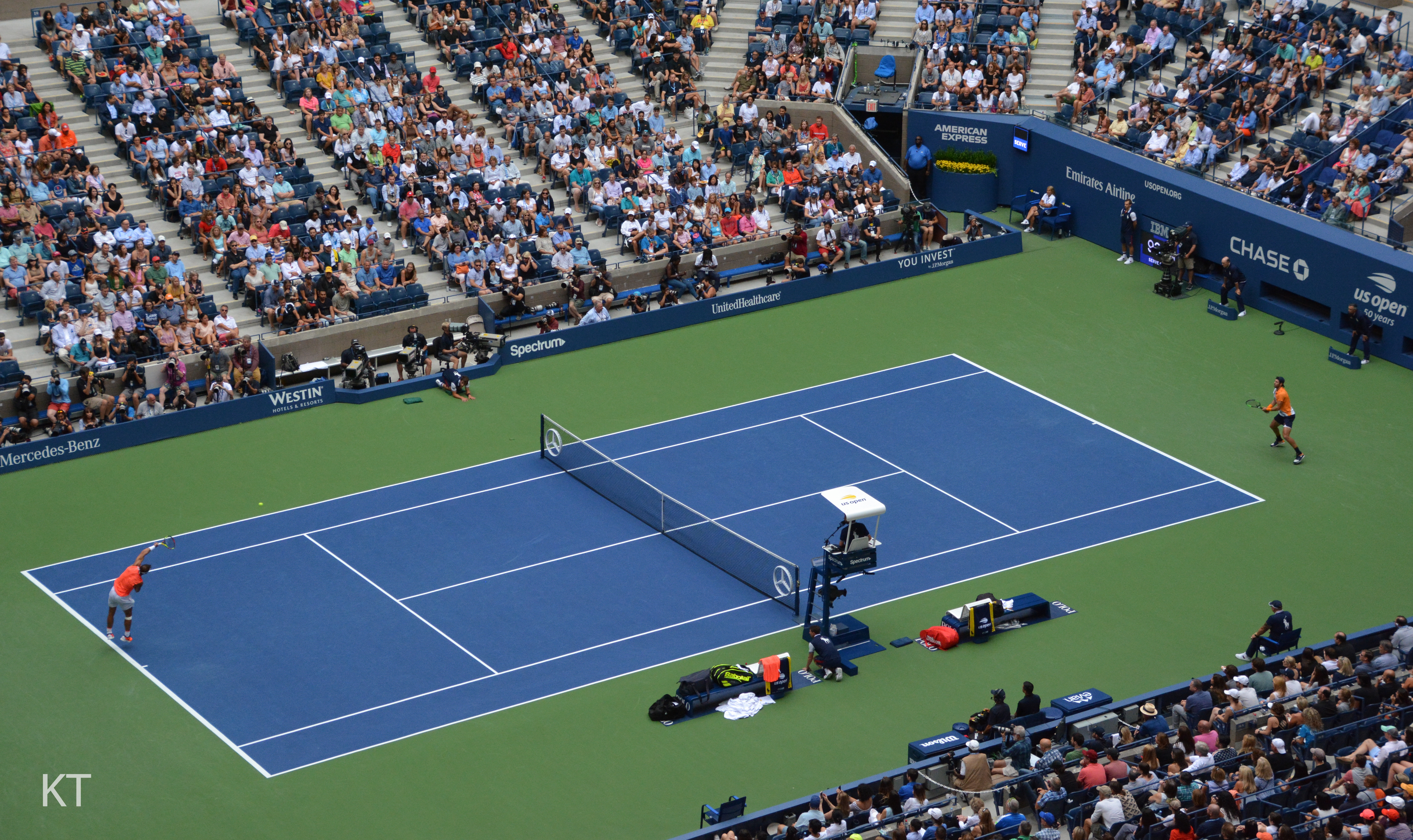
Imagen del partido entre Rafa Nadal y Karén Jachánov válido por la tercera ronda del US Open 2018.

Empieza la temporada en el ATP 250 de Auckland, ganando dos partidos y perdiendo en cuartos de final contra el argentino Juan Martín del Potro por parciales de 7-6(4) y 6-3. En el primer Grand Slam de la temporada, el Abierto de Australia gana al canadiense Peter Polansky en 1R y en 2R vuelve a perder con Juan Martín del Potro por un marcador apretado de 6-4, 7-6(4), 6-7(0) y 6-4.
El siguiente torneo que jugó sería el Torneo de Montpellier ganando a David Ferrer, Ričardas Berankis y perdiendo en cuartos de final contra el belga David Goffin por doble 6-4. Viaja a Holanda para jugar el ATP 500 de Róterdam pero pierde en su debut ante el alemán Philipp Kohlschreiber en un duelo muy disputado por parciales de 6-3, 6-7(1), 6-7(5) sumando un nuevo fracaso en la temporada. Tras esto juega el ATP 250 de Marsella, vence en sus tres primeros partidos a Ruben Bemelmans, Mischa Zverev y Julien Benneteau en sets corridos para alcanzar las semifinales, donde se enfrenta a Tomáš Berdych y lo despacha por un claro 6-3, 6-2 y en la final jugó contra el francés Lucas Pouille ganando por 7-5, 3-6, 7-5 logrando su segundo título ATP y primero del año. Una victoria que puntúa una gran semana en la que perdió un solo set. Sin embargo a la semana siguiente, en el ATP 500 de Dubái gana al uzbeko Denis Istomin y pierde en 2R contra el francés Lucas Pouille tomándose la revancha este último del enfrentamiento anterior.
Llega la gira americana sobre pista dura y juega en los Masters 1000 de Indian Wells y Miami. En el primer torneo pierde en su debut contra Yevgueni Donskói en tres sets y en el segundo torneo gana al rumano Marius Copil y perdiendo contra el sudafricano Kevin Anderson en 3R por 6-4, 2-6 y 3-6.
Comienza la gira de tierra batida europea en el Masters 1000 de Montecarlo, se clasifica a octavos de final tras derrotar a Thanasi Kokkinakis y Gilles Simon, pero pierde por un claro 6-3 y 6-2 contra el futuro ganador y número 1 del mundo Rafael Nadal. En el ATP 500 Barcelona debutó venciendo a Leonardo Mayer por 6-4, 6-3 y en octavos cayó ante David Goffin por parciales de 2-6, 7-6(2), 6-0. Luego en el Masters 1000 de Madrid y Roma pierde en su debut contra Dušan Lajović y Philipp Kohlschreiber respectivamente en 1R.
Llega el segundo Grand Slam de la temporada con bajo resultados sobre tierra: Roland Garros, comienza venciendo en 1R al austriaco Andreas Haider-Maurer en sets corridos, en 2R a Guillermo García López en cuatro mangas y en 3R al francés Lucas Pouille por 6-3, 7-5, 6-3 en 2 horas 24 minutos tomándose la revancha del enfrentamiento anterior. En cuarta ronda se enfrenta al alemán Alexander Zverev en un partido maratoniano de 5 sets perdiendo por parciales de 6-4, 6-7(4), 6-2, 3-6 y 3-6 después de tres horas y media de partido.
En junio llega la gira de hierba y disputa el ATP 500 de Halle. En 1R vence al alemán Mischa Zverev por 7-6(5) y 6-3. En octavos vence al japonés Kei Nishikori por doble 6-2. En cuartos de final cae con el español Roberto Bautista por 6-3, 6-7(3) y 6-3. Disputa el tercer Grand Slam de la temporada, Wimbledon. En 1R se mide al español David Ferrer y le gana por 6-1, 7-6(3), 3-6 y 7-5. En 2R y 3R vence a Marcos Baghdatis y al americano Frances Tiafoe respectivamente en 5 sets para llegar a un segundo octavos de final consecutivo en Grand Slam. En 4R pierde contra el serbio y futuro campeón del campeonato Novak Djoković por un claro 6-4, 6-2, 6-2 en solo 1 hora y 45 minutos.
A finales de julio disputa el ATP 500 de Washington. Pierde en su debut ante el americano Denis Kudla. En agosto juega el Masters de Toronto y llega a semifinales por primera vez de un Masters 1000 tras derrotar sucesivamente a Filip Krajinović (6-3, 6-2), Pablo Carreño (6-4, 7-6), John Isner (7-6, 7-6) y el holandés Robin Haase (6-3, 6-1) en sets corridos, finalmente perdió contra el número 1 del mundo Rafael Nadal por un marcador de 7-6(3) y 6-4 en 1 hora y 49 minutos quedando a las puertas de la final. En el Masters de Cincinnati llega a octavos de final tras vencer a Albert Ramos y a Sam Querrey. Pierde contra el croata Marin Čilić por 7-6(5), 3-6 y 6-4.

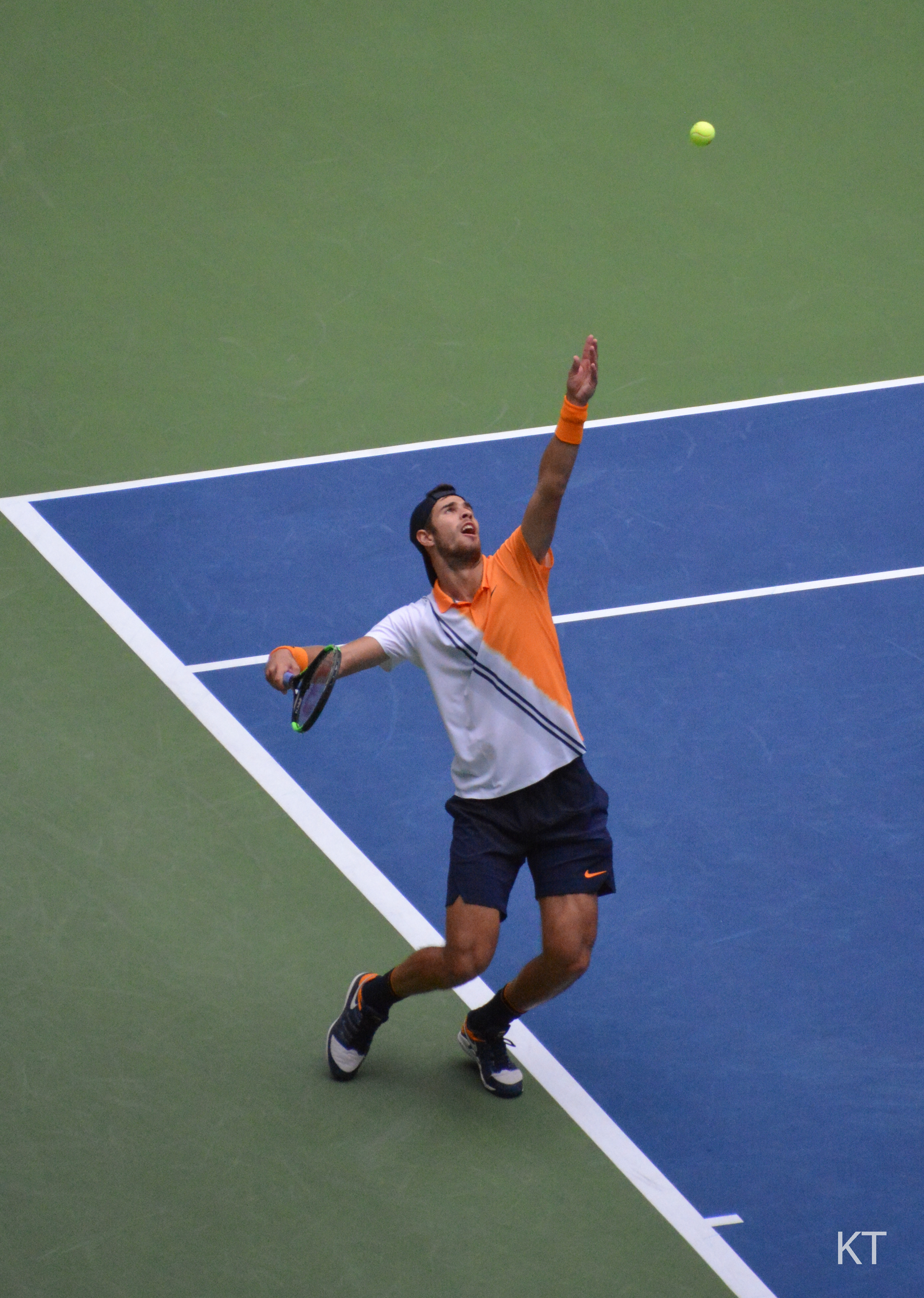
Jachánov sirviendo durante su partido contra Rafael Nadal por la tercera ronda del US Open 2018.

En el último Grand Slam, el US Open, llega a la tercera ronda sin perder un set tras derrotar al español Albert Ramos y al italiano Lorenzo Sonego en 1R y 2R respectivamente, en 3R se midió con el campeón defensor y actual número 1 Rafael Nadal, perdiendo por 7-5, 5-7, 6-7(7) y 6-7(3) en un duelo de muy alta intensidad de 4 horas y 23 minutos.
Luego jugó por los playoffs del Grupo I de la Zona Europea/Africana contra Bielorrusia en el Luzhniki Small Sports Arena en Moscú sobre canchas duras bajo techo, ganó sus dos partidos individuales contra Egor Gerasimov por 7-6(4), 6-3 en el primer punto y luego contra Ilya Ivashka por 6-2 y 6-4 para asegurar a Rusia un lugar en el Grupo Mundial. Juega en su país el ATP 250 de San Petersburgo y pierde en su debut ante el suizo Stan Wawrinka por doble 7-6.
En octubre hace la gira china disputando el ATP 500 de Pekín y el Masters 1000 de Shanghái. En los dos torneos gana 1 partido y pierde en la siguiente ronda es decir 2R contra Juan Martín del Potro y Stefanos Tsitsipas. Vuelve a jugar otro torneo en su país natal pero esta vez logra un muy buen resultado en el Torneo de Moscú. Gana el título, consigue su segundo título del año y su tercero como profesional. Vence al checo Lukáš Rosol, a Mirza Bašić, a su compatriota Daniil Medvédev en semifinales por 6-1, 6-7(5), 6-3 en 1 hora 49 minutos y en la final al francés Adrian Mannarino por un fácil doble 6-2 en solo una hora de juego. En el ATP 500 de Viena gana al local Dennis Novak por 6-3 y 7-5, pero pierde en 2R perdiendo contra Kei Nishikori por doble 6-2.
En el último torneo de la temporada, el Masters 1000 de París, hace un espectacular torneo donde consigue vencer a cuatro top ten, proclamarse campeón del torneo, sumando el cuarto título de su carrera, tercero del año y sumar el título más importante de su carrera hasta el momento. En 1R vence al finalista del año pasado Filip Krajinović por 7-5 y 6-2, en 2R al australiano Matthew Ebden que se retiraba en el segundo set, 3R al norteamericano y noveno mundial, John Isner por 6-4, 6-7(9) y 7-6(8) en 2 horas y 28 minutos salvando dos bolas de partido, en cuartos de final al alemán y cinco del mundo, Alexander Zverev por 6-1 y 6-2 en solo 1 hora y 10 minutos tomándose la revancha de los dos últimos enfrentamientos perdidos, en semifinales batió por 6-4 y 6-1 al austríaco y octavo del mundo, Dominic Thiem en también 1 hora y 10 minutos, con esta victoria logró la primera final de Masters 1000 en su carrera, y la tercera en pista indoor en el año. En la final se enfrentó al serbio y N° 2 del mundo (futuro N°1 a partir del 5 de noviembre), Novak Đjoković por un marcador de 7-5 y 6-4 en 1 hora y 37 minutos. Logrando el título más importante de su carrera, se convierte en el quinto jugador ruso en ganar un Masters 1000 en el circuito ATP después de Marat Safin, Andréi Chesnokov, Yevgueni Káfelnikov y Nikolái Davydenko, y el primero desde Davydenko en Shanghái 2009 y también junto con Stan Wawrinka, Rafael Nadal, Roger Federer y Andy Murray en los únicos que han vencido a Djokovic en una final en pista dura en entre 2009 y 2019. Como número 18 del mundo, Jachánov se convirtió en el jugador con clasificación más baja en ganar un título Masters 1000 desde que Ivan Ljubičić ganará el Masters de Indian Wells 2010. Esta excelente semana le permite saltar siete lugares en el Ranking ATP y terminar la temporada en el 11.º lugar mundial, a las puertas del top 10. Finalmente, beneficiado por la baja de Rafael Nadal y Juan Martín del Potro para el Masters de Londres, queda como el primer suplente en caso de lesión o baja de alguno de los ocho clasificados.
Termina la temporada con un registro de 46 victorias y 22 derrotas.

### 2019: Cuartos de final en Grand Slam, top ten y pobre final de temporada
A pesar de ser 11 del mundo, comenzó la temporada 2019 de una manera menos buena que al final de la temporada 2018 con un resultado de tercera ronda en el Abierto de Australia siendo derrotado por Roberto Bautista en sets corridos.
En febrero, no defendió su título en el Torneo de Marsella. Sin embargo, jugó el Torneo de Sofía donde perdió en la primera ronda contra el italiano Matteo Berrettini en 3 sets por 7-6(8), 3-6, 4-6. Seis días después, participó en el Torneo de Róterdam donde cayó a las primeras de cambio en un partido donde era el claro favorito, perdiendo contra el jugador local Tallon Griekspoor en 3 sets por un score de 6-3, 3-6, 2-6. También perdió en la primera ronda del Torneo de Dubái contra Nikoloz Basilashvili en dos sets por 4-6, 1-6.
Tras su pésimas actuaciones en febrero, en marzo disputó los dos primeros Masters 1000 de la temporada: el primero en Indian Wells llegando a los cuartos de final, eliminando en la primera ronda al español Feliciano López en 3 sets por 6-3, 1-6, 6-4 y luego a Andréi Rubliov 7-5, 6-3. Luego eliminó al cañonero estadounidense John Isner en la tercera ronda por 6-4, 7-6. En cuartos de final cayó con Rafael Nadal después de dos sets ajustados por doble 6-7. Mientras que en Miami perdió en la segunda ronda contra Jordan Thompson.
Tendría una nefasta gira sobre tierra batida europea, en el Masters de Montecarlo perdió nuevamente en segunda ronda contra el italiano Lorenzo Sonego en sets corridos, en el Torneo Conde de Godó tendría un resultado similar perdiendo contra Guido Pella en segunda ronda. Mientras que en Madrid perdería en la segunda ronda por cuarta vez consecutiva contra Fernando Verdasco por 6-7(4), 6-1, 7-5. Esa mala racha terminaría en el Masters de Roma, comenzó desde la primera ronda y se cobró revancha de Lorenzo Sonego venciéndolo 6-3, 6-7(1), 6-3. En segunda ronda batió al español Roberto Bautista por 5-7, 6-4, 6-2 para acceder a la tercera ronda, donde perdió otra vez con Fernando Verdasco por 5-7, 6-3 y 3-6.
En resumen a pesar de comenzar la temporada como el jugador número 11 del mundo, Jachánov tuvo muchas dificultades para lograr grandes resultados durante los primeros cinco meses de la temporada. Antes de Roland Garros, el récord de Jachánov en el año era de 10 victorias y 12 derrotas (3-4 en tierra batida), no logrando llegar a una sola semifinal en el año.
Llegó como 11 del mundo y décimo cabeza de serie al segundo Grand Slam del año: Roland Garros. Su tres primeros partidos sobre la tierra parisina fueron bastante irregulares; en primera ronda batió al alemán Cedrik-Marcel Stebe por un fácil 6-1, 6-1, 6-4. En segunda ronda tiene muchas dificultades para vencer al wild card local y 127.º del mundo Grégoire Barrère en cuatro mangas por 6-3, 7-6(6), 0-6, 7-5. En tercera ronda vence en sets corridos a Martin Kližan por un marcador de 6-1, 6-4, 6-3. En octavos de final derrotó al argentino y octavo cabeza de serie Juan Martín del Potro en cuatro sets y 3 horas y 9 minutos por 7-5, 6-3, 3-6, 6-3 venciendo a su ídolo por primera vez y también para alcanzar por primera vez los cuartos de final de un Grand Slam. Allí fue eliminado fácilmente en tres sets y en 1 hora y 47 minutos por el austríaco Dominic Thiem, cuarto cabeza de serie y uno de los favoritos del torneo por 6-2, 6-4 y 6-2. Al hacer cuartos de final en el Grand Slam parisino, Jachánov obtuvo los puntos suficientes para entrar por primera vez en el top 10 como número 9 del mundo.
En la gira de césped logró decentes resultados, en Halle hizo cuartos de final (perdiendo ante Matteo Berrettini y en Wimbledon alcanzó la tercera ronda (cayendo ante Roberto Bautista).
En agosto, Jachánov alcanzó su primera semifinal del año después de vencer a Alexander Zverev por doble 6-3 en los cuartos de final del Masters de Montreal. En las semifinales, fue derrotado por su compatriota Daniil Medvédev por 1-6, 6-7(6).
Después del Masters de Montreal, alcanzó nuevamente las semifinales en el ATP 500 de Pekín. No pudo defender su título en el Masters de París-Berçy, perdiendo en la segunda ronda ante Jan-Lennard Struff por 6-7(5), 6-3 y 5-7, así salió del Top 10 y finalizó el año en el puesto 17.

## Estilo de juego
Jachánov es considerado un jugador de línea de base agresiva, conocido por sus golpes potentes de fondo y su servicio. En general, pretende ser ofensivo, estableciendo tiros ganadores con su servicio o para usar su golpe de derecha para dominar el punto.[cita requerida]
El tiro característico de Jachánov es su golpe de derecha, que golpea con gran velocidad y giro y usa para mover a los rivales y producir winners (ganadores). Su revés por lo general suele ser uno de los puntos débiles en su juego. Jachánov usa la construcción inteligente de puntos para golpear a tiros ganadores directos o desgastar a sus oponentes con un juego agresivo constante. Además, su gran servicio y la combinación de "uno y dos" con su servicio y derecha le permiten mantener el servicio fácilmente y concentrarse en quebrar el saque de su oponente.[cita requerida]
Las debilidades de Jachánov incluyen su falta de variedad de golpes y, en menor medida, su defensa en la línea de base. Su juego defensivo es significativamente más vulnerable que su juego agresivo, y a menudo pierde los puntos cuando se le presiona rápidamente durante los intercambios. Además, su juego neto y variedad de golpes, como su posición en la cancha, han sido citados como espacios de mejora para convertirse en un jugador más versátil.[cita requerida]

## Juegos Olímpicos

### Individual

#### Medalla de Plata
| Año  | Campeonato | Oponente en la final | Resultado |
| 2021 | Tokio 2020 | Alexander Zverev     | 3-6, 1-6  |

## ATP World Tour Masters 1000

### Títulos (1)
| Año  | Torneo | Superficie | Outdoor/Indoor | Oponente en la final | Resultado |
| 2018 | París  | Dura       | Indoor         | Novak Djokovic       | 7-5, 6-4  |

### Finalista (1)
| Año  | Torneo  | Superficie | Outdoor/Indoor | Oponente en la final | Resultado           |
| 2025 | Toronto | Dura       | Outdoor        | Ben Shelton          | 7-6(5), 4-6, 6-7(3) |

## Títulos ATP (8; 7+1)

### Individual (7)
| Leyenda                         |
| Grand Slam (0)                  |
| Juegos Olímpicos (0)            |
| ATP World Tour Finals (0)       |
| ATP World Tour Masters 1000 (1) |
| ATP World Tour 500 (0)          |
| ATP World Tour 250 (6)          |

| Nº | Fecha                    | Torneo   | Superficie | Oponente en la final | Resultado           |
| 1. | 2 de octubre de 2016     | Chengdú  | Dura       | Albert Ramos         | 6-7(4), 7-6(3), 6-3 |
| 2. | 25 de febrero de 2018    | Marsella | Dura (i)   | Lucas Pouille        | 7-5, 3-6, 7-5       |
| 3. | 21 de octubre de 2018    | Moscú    | Dura (i)   | Adrian Mannarino     | 6-2, 6-2            |
| 4. | 4 de noviembre de 2018   | París    | Dura (i)   | Novak Djokovic       | 7-5, 6-4            |
| 5. | 26 de septiembre de 2023 | Zhuhai   | Dura       | Yoshihito Nishioka   | 7-6(2), 6-1         |
| 6. | 24 de febrero de 2024    | Doha     | Dura       | Jakub Menšík         | 7-6(12), 6-4        |
| 7. | 20 de octubre de 2024    | Almatý   | Dura (i)   | Gabriel Diallo       | 6-2, 5-7, 6-3       |

#### Finalista (4)
| N.º | Fecha                 | Torneo            | Superficie | Oponente en la final | Resultado           |
| 1.  | 1 de agosto de 2021   | JJ.OO. Tokio 2020 | Dura       | Alexander Zverev     | 3-6, 1-6            |
| 2.  | 9 de enero de 2022    | Adelaida I        | Dura       | Gaël Monfils         | 4-6, 4-6            |
| 3.  | 27 de octubre de 2024 | Viena             | Dura (i)   | Jack Draper          | 4-6, 5-7            |
| 4.  | 7 de agosto de 2025   | Toronto           | Dura       | Ben Shelton          | 7-6(5), 4-6, 6-7(3) |

### Dobles (1)
| Leyenda                         |
| Grand Slam (0)                  |
| ATP World Tour Finals (0)       |
| ATP World Tour Masters 1000 (1) |
| ATP World Tour 500 (0)          |
| ATP World Tour 250 (0)          |

| Nº | Fecha             | Torneo | Superficie    | Pareja        | Oponentes en la final       | Resultado        |
| 1. | 6 de mayo de 2023 | Madrid | Tierra batida | Andrey Rublev | Rohan Bopanna Matthew Ebden | 6-3, 3-6, [10-3] |

#### Finalista (4)
| Nº | Fecha                  | Torneo       | Superficie | Pareja        | Oponentes en la final               | Resultado           |
| 1. | 31 de marzo de 2018    | Miami        | Dura       | Andrey Rublev | Bob Bryan Mike Bryan                | 6-4, 6-7(5), [4-10] |
| 2. | 3 de noviembre de 2019 | París        | Dura (i)   | Andrey Rublev | Pierre-Hugues Herbert Nicolas Mahut | 4-6, 1-6            |
| 3. | 23 de junio de 2024    | Queen's Club | Hierba     | Taylor Fritz  | Neal Skupski Michael Venus          | 6-4, 6-7(5), [8-10] |
| 4. | 5 de enero de 2025     | Hong Kong    | Dura       | Andrey Rublev | Sander Arends Luke Johnson          | 5-7, 6-4, [7-10]    |

## Clasificación histórica

### Grand Slam y Masters 1000
| Grand Slam              |                 |                 |                 |                 |                 |                    |                    |                    |                    |                    |                    |     |    |             |             |             |
| Abierto de Australia    | A               | A               | A               | Q3              | 2R              | 2R                 | 3R                 | 3R                 | 3R                 | 3R                 | SF                 | 4R  | 3R | 0 / 8       | 18–8        |             |
| Roland Garros           | A               | A               | A               | Q2              | 4R              | 4R                 | CF                 | 4R                 | 2R                 | 4R                 | CF                 | 2R  | 3R | 0 / 7       | 21–7        |             |
| Wimbledon               | A               | A               | Q1              | Q3              | 3R              | 4R                 | 3R                 | ND                 | CF                 | A                  | A                  | 2R  |    | 0 / 4       | 11–4        |             |
| US Open                 | A               | A               | Q2              | 2R              | 1R              | 3R                 | 1R                 | 3R                 | 1R                 | SF                 | 1R                 | 1R  |    | 0 / 8       | 10–9        |             |
| G–P                     | 0–0             | 0–0             | 0–0             | 1–1             | 6–4             | 9–4                | 8–4                | 7–3                | 7–4                | 10–3               | 9–3                | 3-1 |    | 0 / 27      | 60–27       |             |
| Torneo de maestros      |                 |                 |                 |                 |                 |                    |                    |                    |                    |                    |                    |     |    |             |             |             |
| ATP Finals              | No se clasificó | No se clasificó | No se clasificó | No se clasificó | No se clasificó | No se clasificó    | No se clasificó    | No se clasificó    | No se clasificó    | No se clasificó    |                    |     |    | 0 / 0       | 0–0         |             |
| Next Gen ATP Finals     | Inexistente     | Inexistente     | Inexistente     | Inexistente     | RR              | Menores de 21 años | Menores de 21 años | Menores de 21 años | Menores de 21 años | Menores de 21 años | Menores de 21 años |     |    | 0 / 1       | 1–2         |             |
| ATP Tour Masters 1000   |                 |                 |                 |                 |                 |                    |                    |                    |                    |                    |                    |     |    |             |             |             |
| Indian Wells            | A               | A               | A               | A               | 2R              | 1R                 | CF                 | ND                 | 4R                 | 2R                 | 3R                 | 1R  | 2R | 0 / 6       | 7–7         |             |
| Miami                   | A               | 1R              | A               | A               | 1R              | 3R                 | 2R                 | ND                 | 3R                 | 2R                 | SF                 | 3R  | 2R | 0 / 7       | 8–8         |             |
| Montecarlo              | A               | A               | A               | Q1              | 2R              | 3R                 | 2R                 | ND                 | 2R                 | 1R                 | 3R                 | CF  | 1R | 0 / 6       | 6–6         |             |
| Madrid                  | A               | A               | A               | A               | 1R              | 1R                 | 2R                 | ND                 | 1R                 | 1R                 | CF                 | 3R  | 2R | 0 / 6       | 6–7         |             |
| Roma                    | A               | A               | A               | A               | A               | 1R                 | 3R                 | 1R                 | 1R                 | 3R                 | 2R                 | 3R  | 3R | 0 / 6       | 6–7         |             |
| Canadá                  | A               | A               | A               | A               | 1R              | SF                 | SF                 | ND                 | 3R                 | 2R                 | A                  | 2R  |    | 0 / 5       | 11–6        |             |
| Cincinnati              | A               | A               | A               | A               | 3R              | 3R                 | 3R                 | 3R                 | 2R                 | 1R                 | A                  | 2R  |    | 0 / 6       | 10–7        |             |
| Shanghái                | A               | A               | A               | Q1              | 1R              | 2R                 | 3R                 | No disputado       | No disputado       | No disputado       | 2R                 | 1R  |    | 0 / 3       | 4–5         |             |
| París                   | A               | A               | A               | A               | 1R              | 'G'                | 2R                 | 1R                 | 2R                 | 3R                 | CF                 | SF  |    | 1 / 6       | 9–5         |             |
| G–P                     | 0–0             | 0–1             | 0–0             | 0–0             | 4–8             | 16–8               | 11–9               | 2–3                | 8–8                | 5–8                | 10–5               |     |    | 1 / 51      | 56–50       |             |
| Representación nacional |                 |                 |                 |                 |                 |                    |                    |                    |                    |                    |                    |     |    |             |             |             |
| Juegos Olímpicos        | No Celebrado    | No Celebrado    | No Celebrado    | A               | No Celebrado    | No Celebrado       | No Celebrado       | No Celebrado       | 'P'                | No Celebrado       | No Celebrado       |     |    | 0 / 1       | 5–1         |             |
| Copa Davis              | Z1              | Z1              | PO              | A               | 1R              | Z1                 | SF                 | A                  | 'G'                | A                  | A                  |     |    | 1 / 3       | 7–7         |             |
| ATP Cup                 | No Celebrado    | No Celebrado    | No Celebrado    | No Celebrado    | No Celebrado    | No Celebrado       | No Celebrado       | SF                 | A                  | A                  | NC                 |     |    | 0 / 1       | 4–1         |             |
| G–P                     | 1–0             | 0–1             | 0–1             | 0–0             | 1–2             | 2–0                | 3–3                | 4–1                | 5–1                | 0–0                | 0–0                |     |    | 1 / 5       | 16–9        |             |
| Estadísticas            |                 |                 |                 |                 |                 |                    |                    |                    |                    |                    |                    |     |    |             |             |             |
|                         | 2013            | 2014            | 2015            | 2016            | 2017            | 2018               | 2019               | 2020               | 2021               | 2022               | 2023               |     |    | T/P         | G–P         |             |
| Torneos                 | 2               | 2               | 0               | 10              | 28              | 25                 | 27                 | 14                 | 24                 | 25                 |                    |     |    | 156         | 156         |             |
| Títulos                 | 0               | 0               | 0               | 1               | 0               | 3                  | 0                  | 0                  | 0                  | 0                  |                    |     |    | 4           | 4           |             |
| Finales                 | 0               | 0               | 0               | 1               | 0               | 3                  | 0                  | 0                  | 1                  | 1                  |                    |     |    | 6           | 6           |             |
| G–P en Hard             | 4–2             | 0–3             | 0–1             | 8–5             | 7–20            | 35–15              | 19–20              | 16–12              | 24–15              | 24–16              |                    |     |    | 4 / 105     | 113–93      |             |
| G–P en Arcilla          | 0–0             | 0–0             | 0–0             | 5–4             | 14–9            | 6–5                | 7–6                | 4–3                | 5–6                | 9–7                |                    |     |    | 0 / 39      | 50–40       |             |
| G–P en Césped           | 0–0             | 0–0             | 0–0             | 0–0             | 5–2             | 5–2                | 4–3                | 0–0                | 5–3                | 4–2                |                    |     |    | 0 / 12      | 23–12       |             |
| G–P en general          | 4–2             | 0–3             | 0–1             | 13–9            | 26–31           | 46–22              | 30–29              | 20–15              | 34–24              | 37–25              |                    |     |    | 210–161     | 210–161     |             |
| Victorias %             | 67%             | 0%              | 0%              | 59%             | 46%             | 68%                | 51%                | 57%                | 59%                | 60%                |                    |     |    | 57%         | 57%         |             |
| Ranking                 | 451             | 372             | 152             | 53              | 45              | 11                 | 17                 | 20                 | 29                 | 20                 |                    |     |    | $12,614,085 | $12,614,085 | $12,614,085 |

Leyenda
| G | F | SF | CF | #R | RR | C# | P# | NSC | NE | A | Z# | PO | O | P | B | ATP# | TI | TD | ND |

## Challengers y Futures (2+6)
| Leyenda           |
| ----------------- |
| Challengers (2+0) |
| Futures (5+1)     |

### Individuales (7)
| N.º | Fecha      | Torneo        | Superficie    | Oponente              | Resultado        |
| --- | ---------- | ------------- | ------------- | --------------------- | ---------------- |
| 1.  | 20.09.2015 | Estambul      | Dura          | Sergui Stajovski      | 4-6, 6-4, 6-3    |
| 2.  | 14.05.2016 | Samarcanda    | Tierra batida | Rubén Ramírez Hidalgo | 6-1, 6-7(6), 6-1 |
| 3.  | 31.08.2014 | Taipéi F2     | Dura          | N. Sriram Balaji      | 6-7(4), 6-4, 6-3 |
| 4.  | 14.09.2014 | Francia F18   | Dura (i)      | David Guez            | 6-2, 6-0         |
| 5.  | 08.03.2015 | Francia F4    | Dura (i)      | Rudy Coco             | 6-1, 6-4         |
| 6.  | 15.03.2015 | Francia F5    | Dura (i)      | Fabien Reboul         | 6-4, 6-1         |
| 7.  | 19.04.2015 | Uzbekistán F2 | Dura          | Dzmitry Zhyrmont      | 7-5, 4-6, 6-3    |

#### Finalista en individuales (1)
| N.º | Fecha      | Torneo    | Superficie | Oponente       | Resultado              |
| --- | ---------- | --------- | ---------- | -------------- | ---------------------- |
| 1.  | 13.03.2016 | Jonkoping | Dura (i)   | Andréi Golúbev | 7-6(9), 6-7(5), 6-7(4) |

### Dobles (1)
| N.º | Fecha      | Torneo      | Superficie | Compañero       | Oponentes                     | Resultado           |
| --- | ---------- | ----------- | ---------- | --------------- | ----------------------------- | ------------------- |
| 1.  | 14.09.2014 | Francia F18 | Dura (i)   | Daniil Medvédev | Olivier Charroin Elie Rousset | 7-6(5), 4-6, [10-7] |

#### Finalista en dobles (2)
| N.º | Fecha      | Torneo        | Superficie | Compañero         | Oponentes                        | Resultado           |
| --- | ---------- | ------------- | ---------- | ----------------- | -------------------------------- | ------------------- |
| 1.  | 19.01.2014 | Alemania F2   | Dura (i)   | Denís Matsukévich | Kevin Krawietz Hannes Wagner     | 6-4, 3-6, [7-10]    |
| 2.  | 25.01.2015 | Kazajistán F1 | Dura (i)   | Mijaíl Yelguin    | Yaraslau Shyla Andréi Vasilevski | 6-3, 6-7(2), [4-10] |

## Victorias sobreTop 10
- Tiene un récord de 10-18 contra jugadores que, en el momento en que se jugó el partido, se encontraban entre los 10 primeros del Ranking ATP.

| Temporada | 2013 | 2014 | 2015 | 2016 | 2017 | 2018 | 2019 | 2020 | 2021 | 2022 | 2023 | Total |
| Victorias | 0    | 0    | 0    | 0    | 2    | 5    | 3    | 0    | 0    | 0    | 2    | 12    |

| #    | Jugador               | Ranking | Torneo                       | Superficie    | Rd | Resultado           | Jachánov Ranking |
| ---- | --------------------- | ------- | ---------------------------- | ------------- | -- | ------------------- | ---------------- |
| 2017 |                       |         |                              |               |    |                     |                  |
| 1.   | David Goffin          | 10      | Barcelona, España            | Tierra batida | 3R | 6-7(7), 6-3, 6-4    | 56               |
| 2.   | Kei Nishikori         | 9       | Halle, Alemania              | Césped        | 2R | 3-2, ret.           | 38               |
| 2018 |                       |         |                              |               |    |                     |                  |
| 3.   | John Isner            | 9       | Toronto, Canadá              | Dura          | 3R | 7-6(5), 7-6(1)      | 38               |
| 4.   | John Isner            | 9       | París, Francia               | Dura (i)      | 3R | 6-4, 6-7(9), 7-6(8) | 18               |
| 5.   | Alexander Zverev      | 5       | París, Francia               | Dura (i)      | CF | 6-1, 6-2            | 18               |
| 6.   | Dominic Thiem         | 8       | París, Francia               | Dura (i)      | SF | 6-4, 6-1            | 18               |
| 7.   | Novak Djokovic        | 2       | París, Francia               | Dura (i)      | F  | 7-5, 6-4            | 18               |
| 2019 |                       |         |                              |               |    |                     |                  |
| 8.   | John Isner            | 9       | Indian Wells, Estados Unidos | Dura          | 4R | 6-4, 7-6(1)         | 13               |
| 9.   | Juan Martín del Potro | 9       | Roland Garros, París         | Tierra batida | 4R | 7-5, 6-3, 3-6, 6-3  | 11               |
| 10.  | Alexander Zverev      | 7       | Montreal, Canadá             | Dura          | CF | 6-3, 6-3            | 8                |
| 2023 |                       |         |                              |               |    |                     |                  |
| 11.  | Stefanos Tsitsipas    | 3       | Miami, Estados Unidos        | Dura          | 4R | 6-3, 6-2            | 16               |
| 12.  | Andréi Rubliov        | 6       | Madrid, España               | Tierra batida | 4R | 7-6(8), 6-4         | 12               |

## Ranking ATP al final de la temporada
| Año                     | 2013 | 2014 | 2015 | 2016 | 2017 | 2018 | 2019 | 2020 | 2021 | 2022 |
| Ranking en individuales | 451  | 372  | 152  | 53   | 45   | 11   | 17   | 20   | 29   | 20   |